# شهرستان لنکستر (نبراسکا)
شهرستان لانکستر، نبراسکا (به انگلیسی: Lancaster County, Nebraska) یک سکونتگاه مسکونی در ایالات متحده آمریکا است که در نبراسکا واقع شده‌است.

## خصوصیات
شهرستان لانکستر ۲٬۱۹۳٫۷۳ کیلومترمربع مساحت دارد.